# Matilde Camus
Matilde Camus, född 26 september 1919 i Santander, Kantabrien, död 28 april 2012 i Santander, Kantabrien, var en spansk författare och översättare.